# Văcărești Natúrpark
A Văcărești Natúrpark (románul Parcul Natural Văcărești) IUCN V-ös besorolású védett terület Romániában, Bukarest főváros déli részén, a 4. szektorban, a Văcărești-tó környezetében.

## Fekvése
A Natúrpark egy 184 hektár kiterjedésű vizes élőhelyet foglal magában, amely egy ― az 1980-as években félbehagyott ― hidrotechnikai beruházás építőtelepén jött létre. A telepen előzőleg kiépített mesterséges tómeder területét birtokba vette a természet, és egy jelentős biodiverzitással rendelkező ökoszisztéma alakult ki. Közvetlenül mellette halad el a Dâmbovița-folyó, melynek a mederszintje valamivel mélyebben fekszik, mint a mesterséges tómeder alja. A vizes élőhely kiemelt természeti értéket képvisel városi környezetben, és a városi védett területek egyik mintaprojektje lett országos szinten, miután a Természetvédelmi Világszövetség javaslatára törvénybe foglalták annak különleges státuszát.
Közelében található az Ifjúsági Park (Parcul Tineretului) illetve a Gyerekek Világa Park (Parcul Lumea Copiilor).

## Látnivalók
A terület közel egynegyedét a Văcărești-tó foglalja el, amelynek környékén mocsár, nádasok és fás ligetek képződtek. A területen jónéhány madárfaj lelt otthonra, s ezek viselkedését egy kiépített madármegfigyelő helyen lehet közelebbről is követni. A területen kiépített tematikus ösvények haladnak át, amelyeken gyalogosan és biciklivel lehet végighaladni. A bejáratoknál információs táblák jelzik a legfontosabb tudnivalókat. A tanösvényeken diákok számára vezetett túrákat is szerveznek, amelyeken ökológus, biológus és ornitológus szakemberek mutatják be a helyszín különlegességeit.
A Városi Biodiverzitás Tanösvény (Poteca biodiversității urbane) egy 2,3 km hosszúságú kijelölt látogatási szakasz, és hozzávetőleg 1 óra alatt lehet bejárni gyalogosan. Egy hosszabbik túraösvény eléri a 8 km hosszúságot. Ez keresztülvezet a mocsaras terület közepén, illetve be lehet jutni a tó közvetlen környezetébe. Az elágazásoknál további információs táblák jelzik az irányokat illetve a helymegnevezéseket.
2024-ben a Park száraz növényzete mintegy 6 ha területen leégett.

## Élővilága

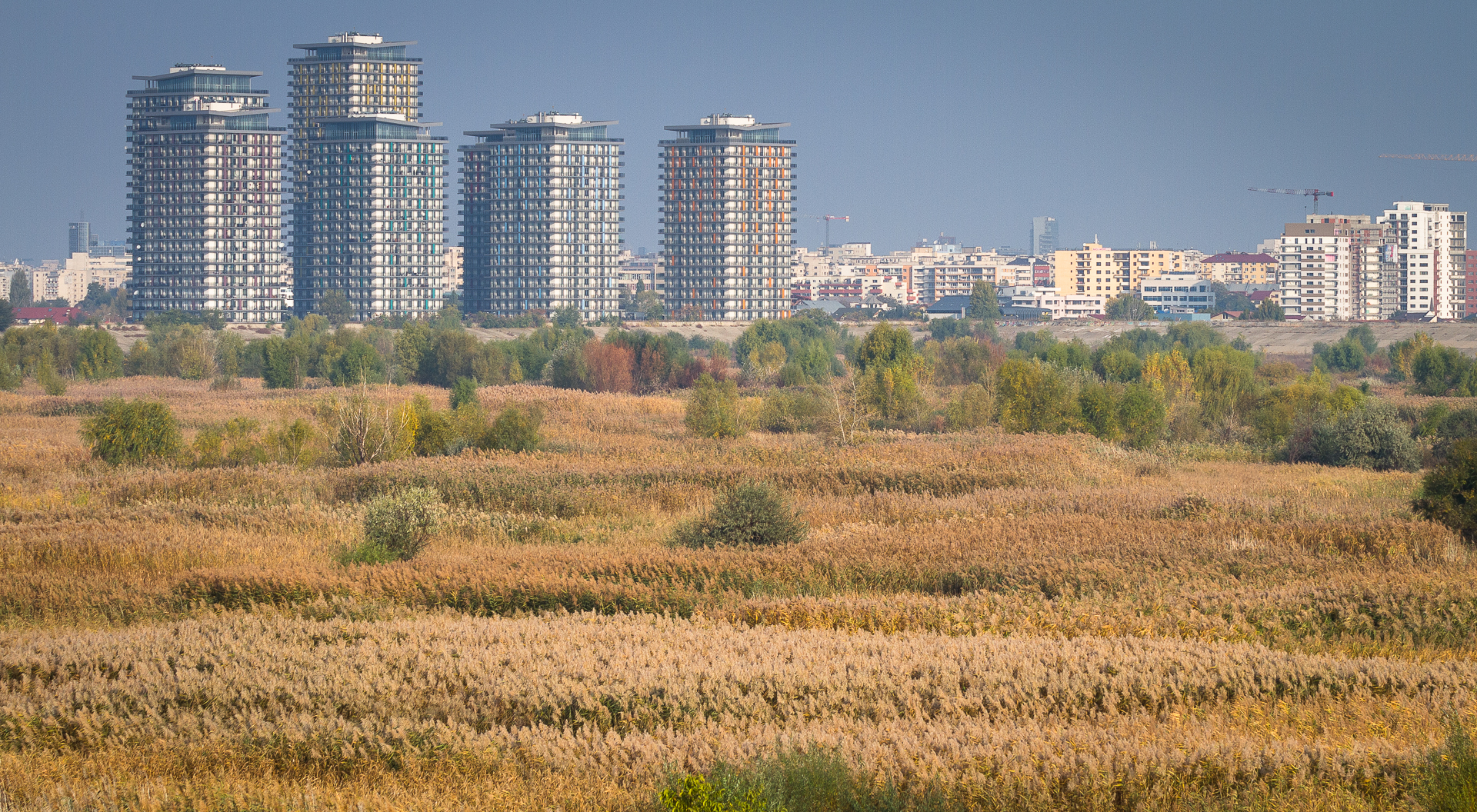
A Natúrpark növényzete

A Natúrpark területén fellelhető állat- és növényvilág egy kiegyensúlyozott ökoszisztémát képez.
A területen mintegy 138 madárfajt azonosítottak, melyek közül sok országosan és nemzetközileg is védett. Különleges értéket képvisel a bütykös hattyú (Cygnus olor), tőkés réce (Anas platyrhynchos), fattyúszerkő (Chlidonias hybridus), Cigányréce, kis kárókatona, bakcsó (Nycticorax nycticorax), búbos vöcsök (Podiceps cristatus), dankasirály (Chroicocephalus ridibundus), Kabasólyom (Falco subbuteo), stb.
A halfajok közül megemlíthető az ezüstkárász (Carrassius gibelio), csapósügér (Perca fluviatilis), Bodorka (Rutilus rutilus) illetve a csuka (Esox lucius). 
Kétéltűek: közönséges tarajosgőte (Triturus cristatus), pettyes gőte (Lissotriton vulgaris), vöröshasú unka (Bombina bombina)), tavi béka (Pelophylax ridibundus), tavi béka (Pelophylax ridibundus) illetve a keleti levelibéka (Hyla orientalis).
Jelentősebb hüllőfajok: mocsári teknős (Emys orbicularis), zöld gyík (Lacerta viridis), fürge gyík (Lacerta agilis), vízisikló  (Natrix natrix), kockás sikló (Natrix tessellata).
Kisebb emlősök is megtalálhatóak: mezei pocok (Microtus arvalis), törpe cickány (Sorex minutus), borz (Ondatra zibethica), menyét (Mustela nivalis), róka (Vulpes vulpes), európai vidra (Lutra lutra) és különféle denevérek.
Növények tekintetében 101 különböző fajt tartanak nyilván a Natúrpark adatbázisában.

## Galéria

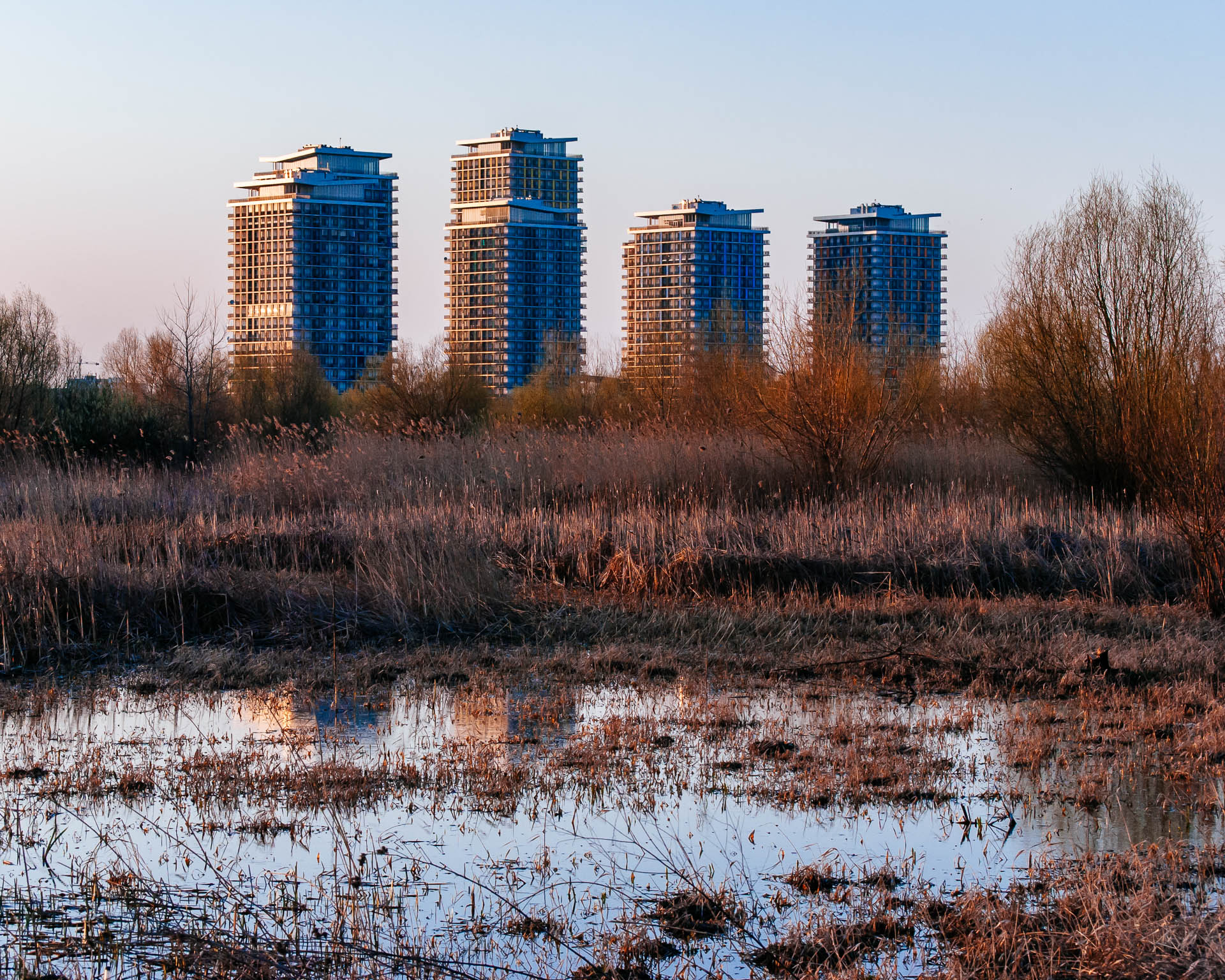
Vizes terület a Natúrparkban
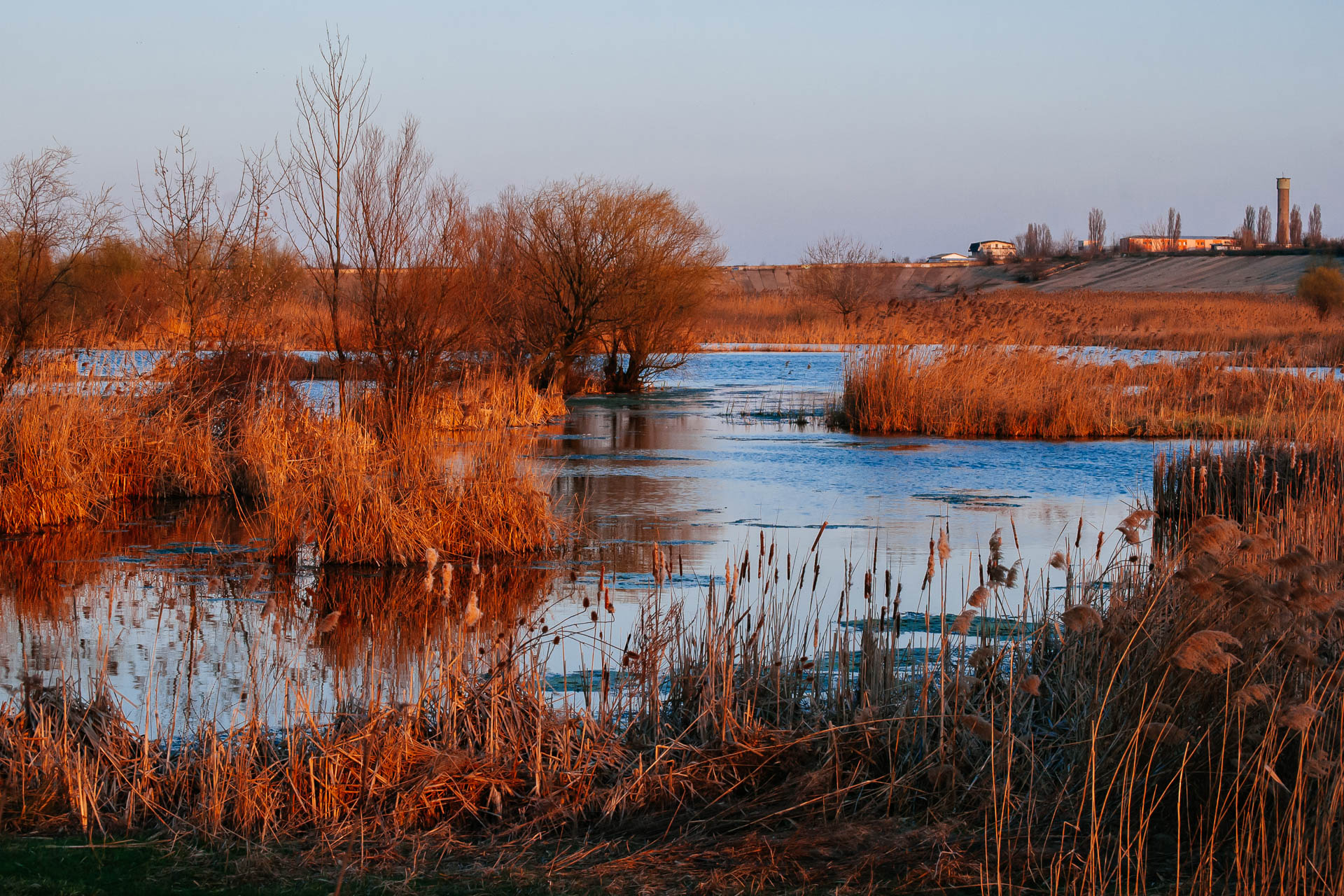
A Văcărești-tó napnyugtakor
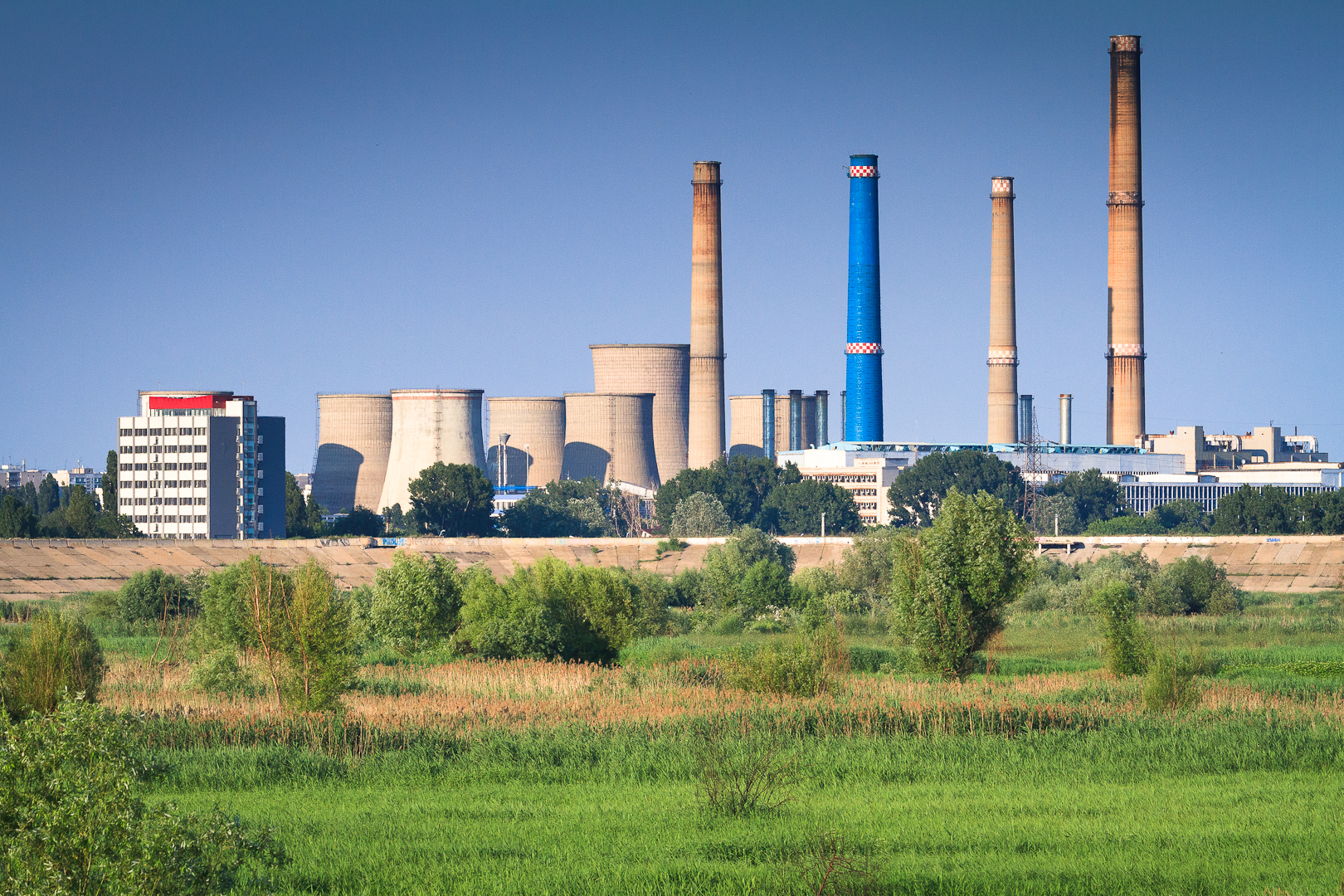
Erőmű a Văcărești-tó közelében 2012-ben
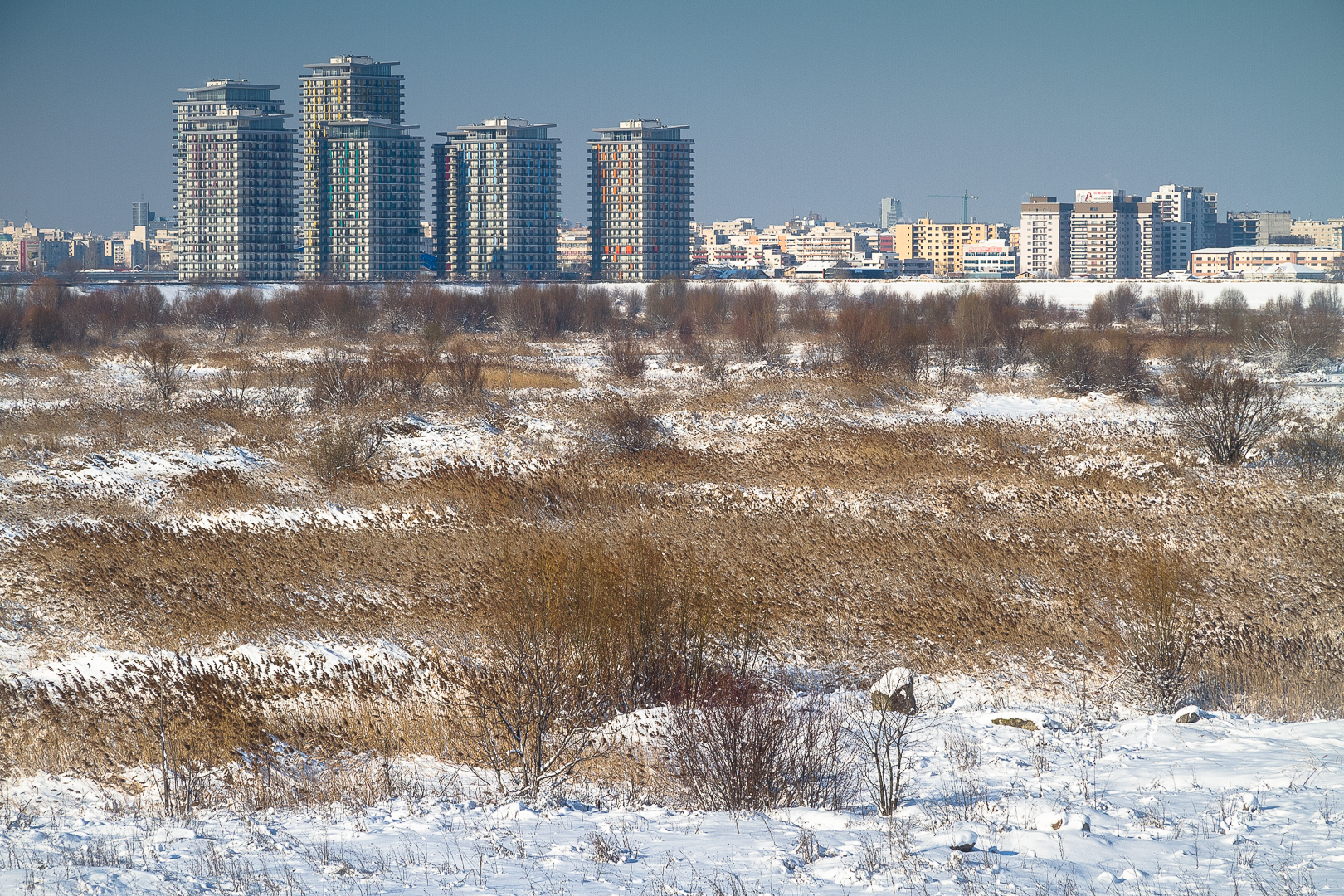
A Văcărești-delta télen